# Antigonie (Chaonie)
Pour les articles homonymes, voir Antigonie.
Antigonie, Antigonea ou Antigoneia ((grc) Αντιγόνεια) est une cité antique des Chaoniens, une des principales tribus d'Épire. Elle est située en Albanie méridionale, près de la ville actuelle de Gjirokastre, dans la vallée du Drino. Antigonie a été fondée par le roi d'Épire Pyrrhus Ier, qui la nomma ainsi en hommage à son épouse Antigone d'Épire.

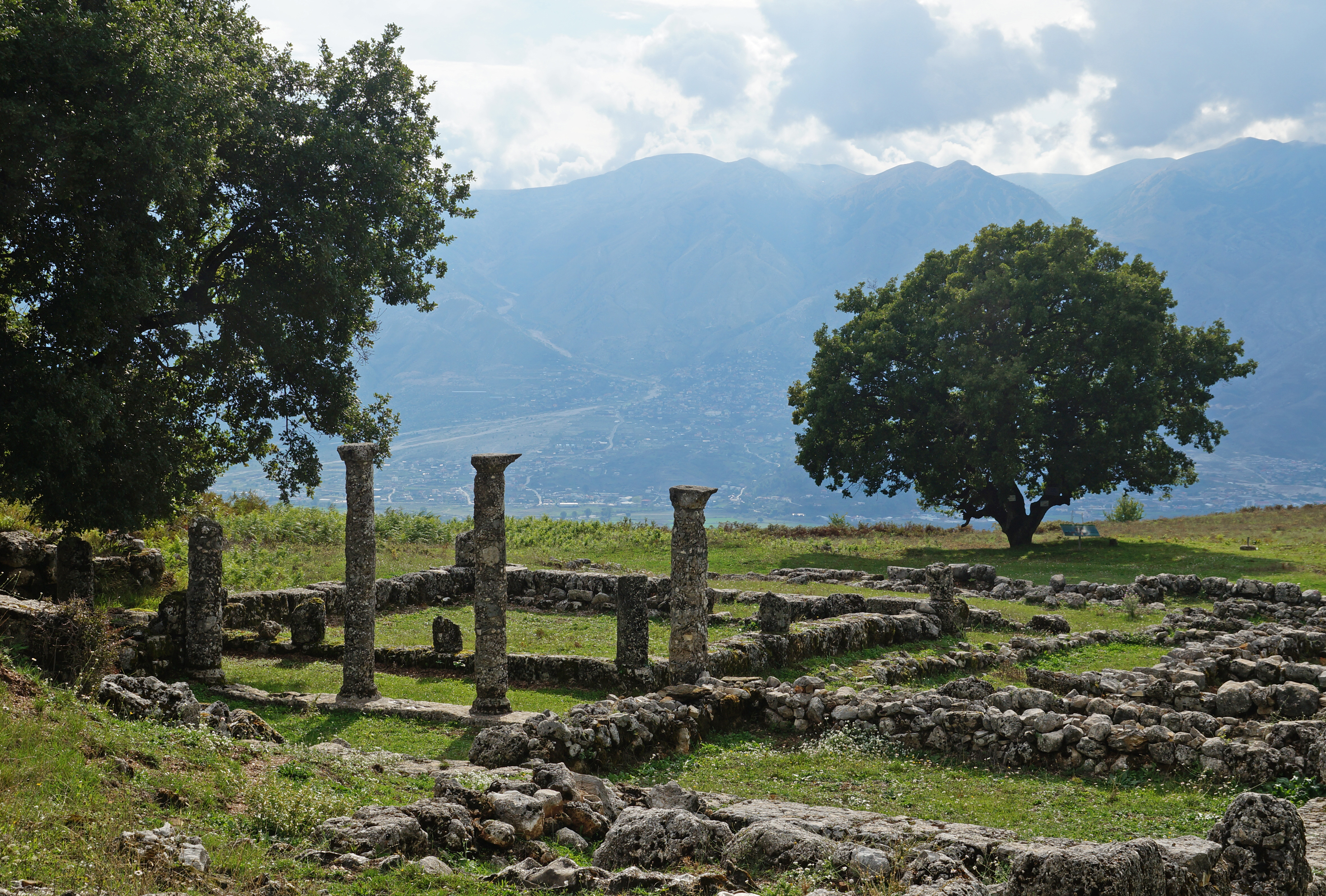
Ruines d'une maison épirote avec péristyle.

## Situation
Les ruines d'Antigonie sont situées sur la colline de Jermë ; elles occupent un vaste plateau triangulaire, dominé par une colline plus haute où se trouvait l'acropole. La superficie entourée par le mur d'enceinte d'une longueur de 4 000 mètres est de 45 hectares.

## Identification
L'identification des ruines avec l'antique cité épirote d'Antigonie a été proposée par l'archéologue albanais Dhimosten Budina, qui a fouillé le site dans les années 1970.